# Parc-bosc municipal
El Parc-bosc municipal és un parc municipal de Figueres (Alt Empordà) protegit com a bé cultural d'interès local.. Està situat al centre de la ciutat, entre la Ronda Aroles, l'Avinguda Salvador Dalí, la Ronda del Parc i el Passeig Nou.

## Descripció
Aquest espai té planta pentagonal irregular. Conserva en estat salvatge o primitiu els arbres i llur agrupació espontània. S'ordena amb relació a unes escales principals, amb brollador a la paret, a manera de font, és en el centre del "passeig nou". Aquestes escales donen lloc a una gran plaça central que ordena tot el Parc, amb un seguit de braços que ens porten per tot el Parc. Té zones dedicades a jocs infantils, d'altres per esport, per passejar, etc ... Ornat per escultures, i detalls referents a la vila.

## Història
El projecte, de Ricard Giralt i Casadesús, data del 1917. El 1920 comencen les obres, després de nombrosos entrebancs polítics, amb una plantada d'arbres que va tenir una gran participació de la ciutadania. El 1926 s'incorpora al projecte l'escalinata d'entrada segons disseny del jove Pelai Martínez Paricio. El 1931 Joaquim Cusí i Furtunet va fer una donació de terrenys per ampliar l'espai del parc, que acabarien destinant-se a altres usos